# Happy Happy
Pour plus de détails, voir Fiche technique et Distribution.
Happy Happy (Sykt lykkelig) est un film norvégien réalisé par Anne Sewitsky (no), sorti en 2010.

## Synopsis
Kaja et Eirik ont de nouveaux voisins : Sigve et Elisabeth, citadins « débarqués » dans cette Norvège lointaine et enneigée. Les deux couples, très différents, vont très vite se rapprocher, ce qui ne va pas manquer de provoquer de fortes secousses, avec des conséquences majeures pour chacune et chacun.

## Fiche technique
- Titre original : Sykt lykkelig
- Réalisation : Anne Sewitsky (no)
- Scénario : Ragnhild Tronvoll
- Dramaturgie : Mette M. Bølstad
- Date de sortie cinéma :
  -  5 novembre 2010
  -  27 juillet 2011

## Distribution
- Agnes Kittelsen : Kaja
- Henrik Rafaelsen : Sigve, le voisin de Kaja
- Joachim Rafaelsen : Eirik, le mari de Kaja
- Maibritt Saerens : Elisabeth, la femme de Sigve, avocate
- Oskar Hernæs Brandsø : Theodor, le fils de Kaja et d'Eirik
- Ram Shihab Ebedy : Noa, le fils adoptif, noir, d'Elisabeth et de Sigve

## Distinctions
- festival de Sundance 2011 : « World Cinema Grand Jury Prize: Dramatic »